# Leschelle
Leschelle è un comune francese di 297 abitanti situato nel dipartimento dell'Aisne della regione dell'Alta Francia.
Era chiamato Leschelles fino al 3 ottobre 2008

## Società

### Evoluzione demografica
Abitanti censiti